# Juhani Suutarinen
Juhani Suutarinen (n. 24 mai 1943, Uukuniemi, Viipuri Province⁠(d), Finlanda) este un biatlonist ce a reprezentat Finlanda, medaliat olimpic. A participat la 3 ediții ale Jocurilor Olimpice (1968, 1972, 1976) în care a câștigat două medalii de argint.